# Eulophia lenbrassii
Eulophia lenbrassii är en orkidéart som beskrevs av Paul Ormerod. Eulophia lenbrassii ingår i släktet Eulophia och familjen orkidéer.
Artens utbredningsområde är Papua Nya Guinea. Inga underarter finns listade i Catalogue of Life.